# Piotr Pleszakow
Piotr Stiepanowicz Pleszakow (ros. Пётр Степанович Плешаков, ur. 13 lipca 1922 we wsi Krasnyj Oktiabr´ w obwodzie tambowskim, zm. 11 września 1987 w Moskwie) – minister przemysłu radiowego ZSRR (1974–1987), generał pułkownik Sił Zbrojnych ZSRR, Bohater Pracy Socjalistycznej (1981).

## Życiorys
Od końca lat 20. mieszkał z rodziną w Moskwie, po ukończeniu moskiewskiej szkoły średniej studiował w Moskiewskim Instytucie Inżynierów Łączności, w 1944 ukończył wojskowy fakultet łączności Armii Czerwonej. Od 1944 inżynier w instytucie naukowo-badawczym łączności Armii Czerwonej, jako przedstawiciel Głównego Zarządu Łączności Armii Czerwonej walczył na 3 Froncie Białoruskim i Froncie Zabajkalskim, za udział w walkach odznaczony medalem. Od 1945 pracował w Centralnym Instytucie Naukowo-Badawczym Łączności, od 1948 kierował laboratorium instytutu, od lipca 1958 był dyrektorem Centralnego Instytutu Naukowo-Badawczego-108. Od 1964 zastępca przewodniczącego Państwowego Komitetu ds. Radioelektroniki ZSRR, od 1965 minister, od 1968 wiceminister, a od kwietnia 1974 do końca życia minister przemysłu radiowego ZSRR. Od 5 maja 1985 generał pułkownik. Od 1976 zastępca członka, a od października 1977 członek KC KPZR. Od 1974 deputowany do Rady Najwyższej ZSRR od 9 do 11 kadencji.
Był mężem Tatjany Anodiny.
Pochowany na Cmentarzu Nowodziewiczym.

## Odznaczenia i nagrody
- Medal Sierp i Młot Bohatera Pracy Socjalistycznej (27 stycznia 1981)
- Order Lenina (dwukrotnie – 25 października 1971 i 27 stycznia 1981)
- Order Rewolucji Październikowej (29 marca 1976)
- Order Wojny Ojczyźnianej I klasy (11 marca 1985)
- Order Czerwonego Sztandaru Pracy (29 lipca 1966)
- Order Czerwonej Gwiazdy (17 czerwca 1961)
- Nagroda Państwowa ZSRR (dwukrotnie – 1968 i 1984)
- Nagroda Leninowska (1959)
- Medal „Za zasługi bojowe” (dwukrotnie – 4 września 1944 i 13 czerwca 1952)

I inne.